# Ferme pédagogique
Une ferme pédagogique est une ferme où sont élevés des animaux et/ou sont cultivés des végétaux à vocation vivrière et accueillant, dans le cadre scolaire ou extra-scolaire, des visiteurs dans un but pédagogique.

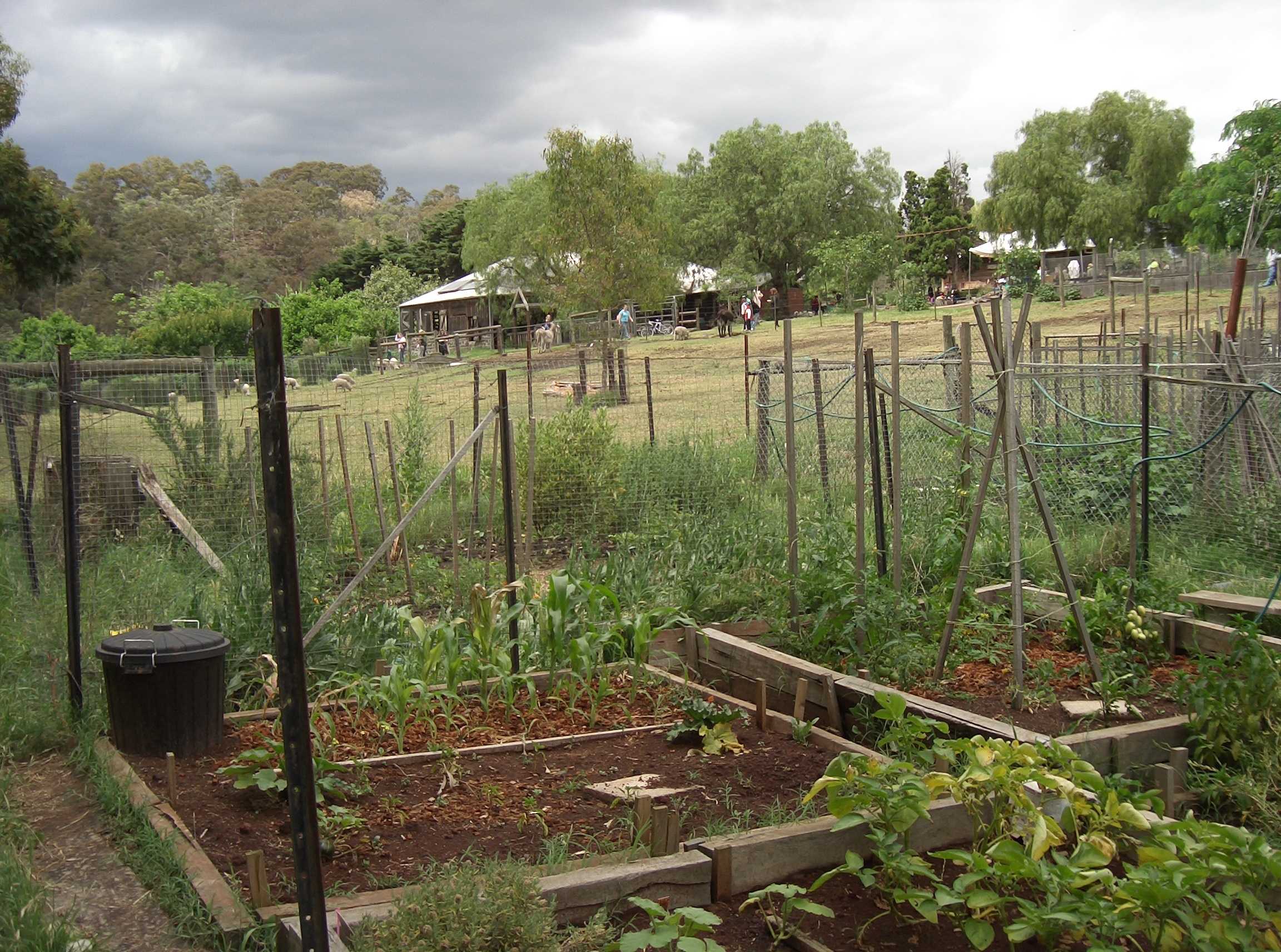
Potager d'une ferme pédagogique australienne, cultivé avec les enfants

Définie officiellement, en France, par une circulaire interministérielle du 5 avril 2001, elle peut être de plusieurs types selon le chiffre d'affaires lié à cette activité.
On dénombre environ 1 400 fermes pédagogiques en France.

## Les Réseaux
Deux réseaux d'accueil à la ferme en France:
- Accueil Paysan association loi de 1901 de paysans ou d'acteurs ruraux[2]
- Bienvenue à la ferme Label mis en place par la chambre d'agriculture et la FNSEA[3]

## Les types

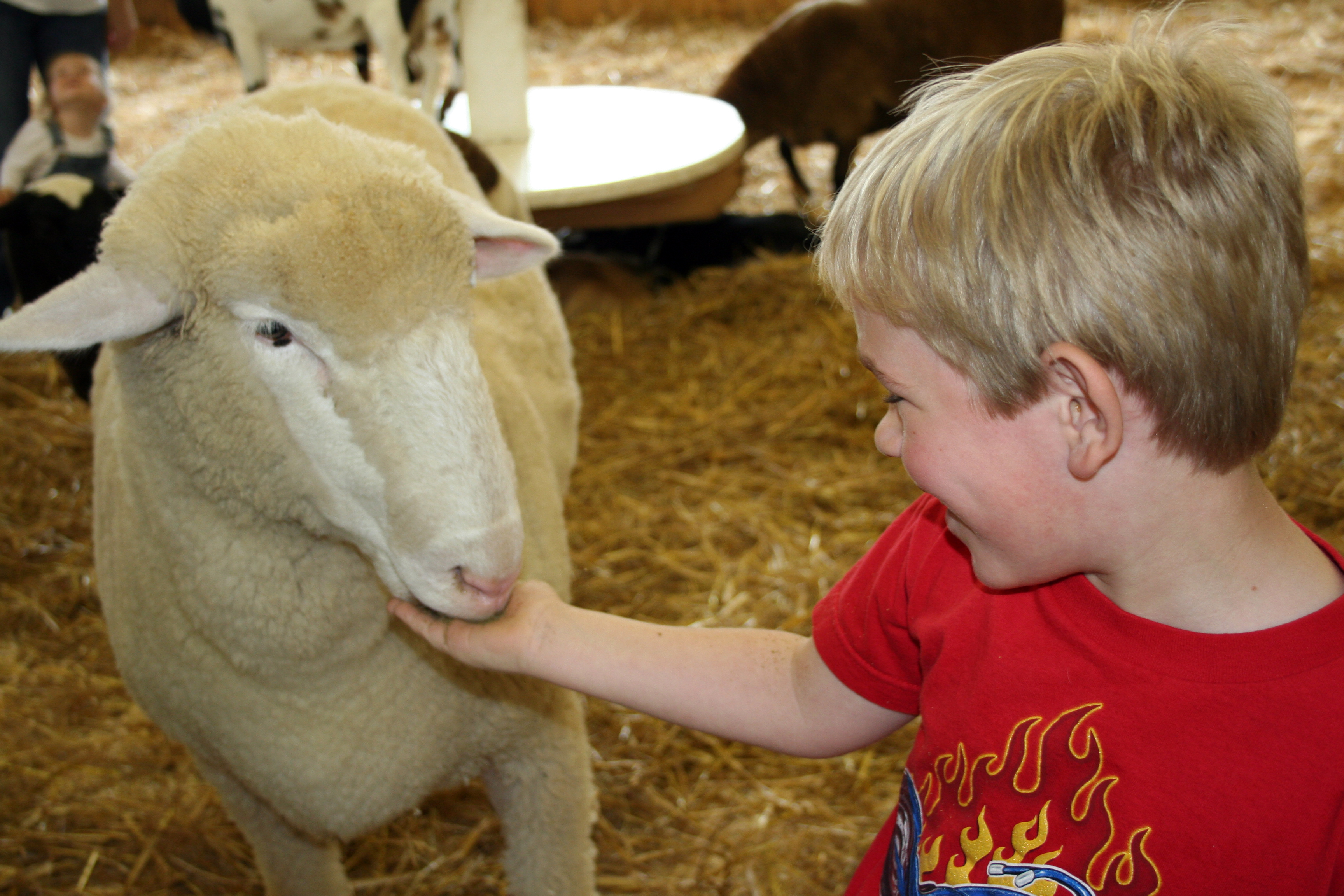
La ferme pédagogique est un des rares lieux où les jeunes citadins peuvent entrer en contact direct avec le bétail, la volaille et les animaux de travail.

Dans les pays francophones, il ne semble pas exister d'agrément au niveau national concernant le terme de ferme pédagogique. Les agréments sont attribués au sein de chaque réseau.
On distingue plusieurs types de fermes pédagogiques, selon leur objectif premier et les revenus que cette activité procure ;

### Ferme d'animation
Sa vocation première est l'accueil du public, dans un but pédagogique. Il s'agit principalement de fermes d'élevage situées près des villes et destinées à présenter le monde agricole à des citadins et rurbains. C'est le cas par exemple de la ferme de Paris dans le bois de Vincennes. Elle possède donc peu ou pas de production agricole commercialisée.

### Exploitation agricole
Certains agriculteurs exploitants agricoles - tout en continuant leurs activités - ouvrent leur structure d'exploitation au public. Celui-ci peut ainsi découvrir le milieu de l'élevage ou des cultures, comprendre les problèmes de la production, de la commercialisation et de l'environnement. 
L'agriculteur y trouve un complément de revenu.

### Ferme pédagogique mixte

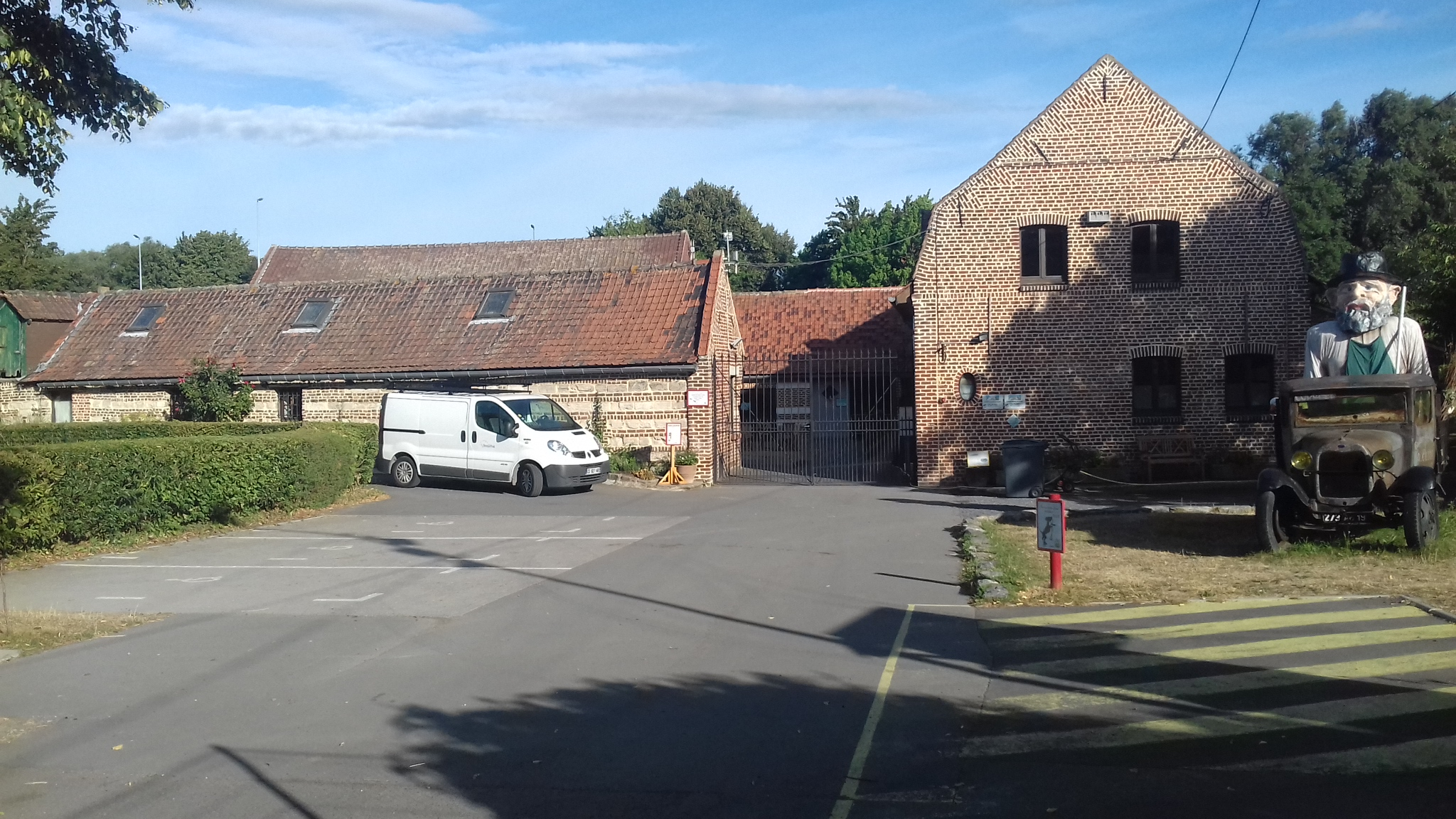
La ferme pédagogique Dehaudt à Wasquehal.

Lorsque les revenus de la ferme d'exploitation agricole sont équivalents à ceux tirés de l'accueil du public, on parle alors de ferme pédagogique mixte. C'est le cas en particulier quand il existe une offre d'hébergement.

### Ferme pédagogique itinérante
C'est une ferme qui se déplace avec des animaux dans les écoles, les maisons de retraite, certains établissements thérapeutiques, centres de loisirs, etc. Elle vise à faire découvrir l'histoire de la ferme et de son cheptel, l'environnement et la nature, généralement au travers d'ateliers interactifs, de contes, etc. adaptés au public.
Certaines de ces fermes, soucieuse d'un confort animal maximal, limitent les distances de déplacement à leur région. D'autres parcourent la France en camion avec souvent de jeunes animaux.

## Accueil
Les fermes pédagogiques accueillent d'abord un public d'âge scolaire (maternelle et primaire surtout), mais on rencontre aussi des fermes pédagogiques recevant des lycéens, des étudiants, des familles ou du public en difficulté.

### Dans le cadre scolaire
Dans le temps scolaire, les visites de fermes pédagogiques sont soumises à l'accord du chef d'établissement. Si elles sont obligatoires, elles doivent être gratuites. Elles entrent alors dans le projet pédagogique de la classe, et doivent donner lieu à un réinvestissement en classe. Elles concernent principalement les classes de primaire et de maternelle.

### Cadre extra-scolaire
La ferme pédagogique peut aussi recevoir des mineurs hors périodes scolaire. Elle doit alors bénéficier, en cas d'accueil sans hébergement, d'une habilitation ASLH (Accueil de loisirs sans hébergement). En cas d'hébergement, elle doit être déclarée comme centre de vacances.

### Autre public
La ferme pédagogique accueille aussi du public non scolaire, familles pratiquant l'éco-tourisme, groupe de retraités, personnes atteintes d'un handicap…

## Activités
Les activités proposées vont de la simple visite libre à la découverte d'un circuit. En France, elles doivent passer par des approches variées : sensible, sensorielle, scientifique,
créative, ludique et permet d'ancrer l'enseignement dans le réel et le concret. précise la circulaire.
Le public peut n'être que spectateur ou devient acteur apprenant par exemple à transformer du lait en fromage, en beurre, à confectionner du pain, du compost…
Des formations sont aussi proposée : éducation à l'alimentation, l'hygiène alimentaire, le développement durable, éducation à l'environnement. On trouve des fermes pédagogique d'élevage d'animaux domestiques ou plus exotiques, d'autres tournées vers la culture, d'autre vers l'ostréiculture, la pisciculture, la sériculture ou l'apiculture
Mais il existe aussi des fermes itinérantes qui présentent des animations sur le monde agricole en se déplaçant dans les écoles ou sur les places des villes. C'est le cas par exemple de La Ferme qui roule, de la ferme de Kerlavic.
La Bergerie nationale de Rambouillet est moteur dans la proposition de ces activités pédagogiques et propose un journal des fermes pédagogiques.

## Hygiène et sécurité
Les animaux domestiques (poulets, ovins, porcs, caprins) mais aussi chiens et chats sont porteurs potentiels de nombreuses zoonoses. Le contact animal-humain nécessite quelques précautions d'hygiène,.
Une étude a porté sur les fermes urbaines allemandes (analyse de fèces et de liquide nasal chez 48 animaux (28 chèvres, 20 moutons)) dans 7 fermes  et sur un terrain de jeu  du sud de l'Allemagne : 100 % des moutons étudiés et 89,3 % des chèvres hébergeaient des  Shiga-Escherichia coli (producteurs de shigatoxines (ou STEC pour Shiga toxin-producing Escherichia coli). Des Staphylococcus spp. ont été trouvés chez 75 % des ovins et des caprins dans ce même échantillonnage. Campylobacter spp. a été trouvée chez respectivement 25 % et 14,3 % des ovins et caprins. Par contre ni Salmonella spp. ni Coxiella burnetii n'y ont été retrouvés. Des préconisations d'hygiène des animaux, des lieux et des usagers permettent de limiter le risque de transmission d'agents zoonotiques lors des visites pédagogiques de fermes urbaines.

## Motivations des agriculteurs impliqués
Outre une diversification de leurs revenus, les agriculteurs souhaitent par le biais des fermes pédagogiques, communiquer avec le monde citadin et se positionner comme des acteurs importants dans le développement du territoire. 
Ce sont très souvent des agriculteurs militants convaincus de leur rôle de médiateur et d'éducateur.  Le double échange modifie les pratiques des consommateurs comme des agriculteurs qui remettent en question leur pratique. Transformer sa ferme en ferme pédagogique nécessite un certain investissement et un projet réfléchi. La bergerie nationale conseille la lecture du livre de De cafferelli, Coquillaut, Daniel et Thou Créer une ferme pédagogique, de l'idée à la création.

## Distribution
En 1994, il existait environ 350 fermes pédagogiques organisée en 22 réseaux mais leur nombre a augmenté de manière significative en 14 ans.
Il existait en 2007 environ 1 400 fermes pédagogiques en France rassemblées dans  129 réseaux ou relais départementaux. Les réseaux principaux sont le réseau Bienvenue à la ferme (marque des Chambres d'agriculture, plus de 400 fermes en 2012), le CIVAM, le GIFAE (groupement international des fermes d'animation éducatives), le réseau Graines de savoirs (réseau des fermes pédagogiques de l'enseignement agricole public), Accueil paysan, auxquels s'ajoutent des réseaux locaux non rattachés à un réseau national.
Ces réseaux fournissent à leurs adhérents, des outils pédagogiques, une formation et assurent la relation avec les autorités et parfois la promotion.
71 % de ces réseaux ont mis en place une commission de contrôle et d'agrément. Ainsi 80 % des fermes pédagogiques sont soumises à un contrôle et un agrément.
Mais il existe aussi des fermes pédagogiques n'ayant adhéré à aucun réseau. En 2004, on estimait leur proportion à 18,5 % des fermes pédagogiques.

## En Europe
L'association European Federation of City Farms regroupe au sein de l'Europe les fédérations de fermes pédagogiques.